# Губин (Хмельницький район)
Гу́бин — село в Україні, у Староостропільській сільській громаді Хмельницького району Хмельницької області. Населення становить 301 осіб. До 2020 орган місцевого самоврядування— Староостропільська сільська рада.

## Історія
За даними Іпатіївського літопису болохівське місто Губин (XII — XIII ст.) зруйноване у 1241 році під час каральної експедиції Данила Галицького.
7 (20) листопада 1917 року, відповідно до Третього Універсалу Української Центральної Ради, увійшло до складу Української Народної Республіки.
12 червня 2020 року, відповідно до розпорядження Кабінету Міністрів України № 727-р «Про визначення адміністративних центрів та затвердження територій територіальних громад Хмельницької області», увійшло до складу Староостропільської сільської громади.
19 липня 2020 року, після ліквідації Старокостянтинівського району, село увійшло до Хмельницького району.

## Люди
Уродженцем села є Бондарчук Сергій Михайлович (1961–2014) — громадський активіст, учасник Євромайдану, Герой України.

## Галерея

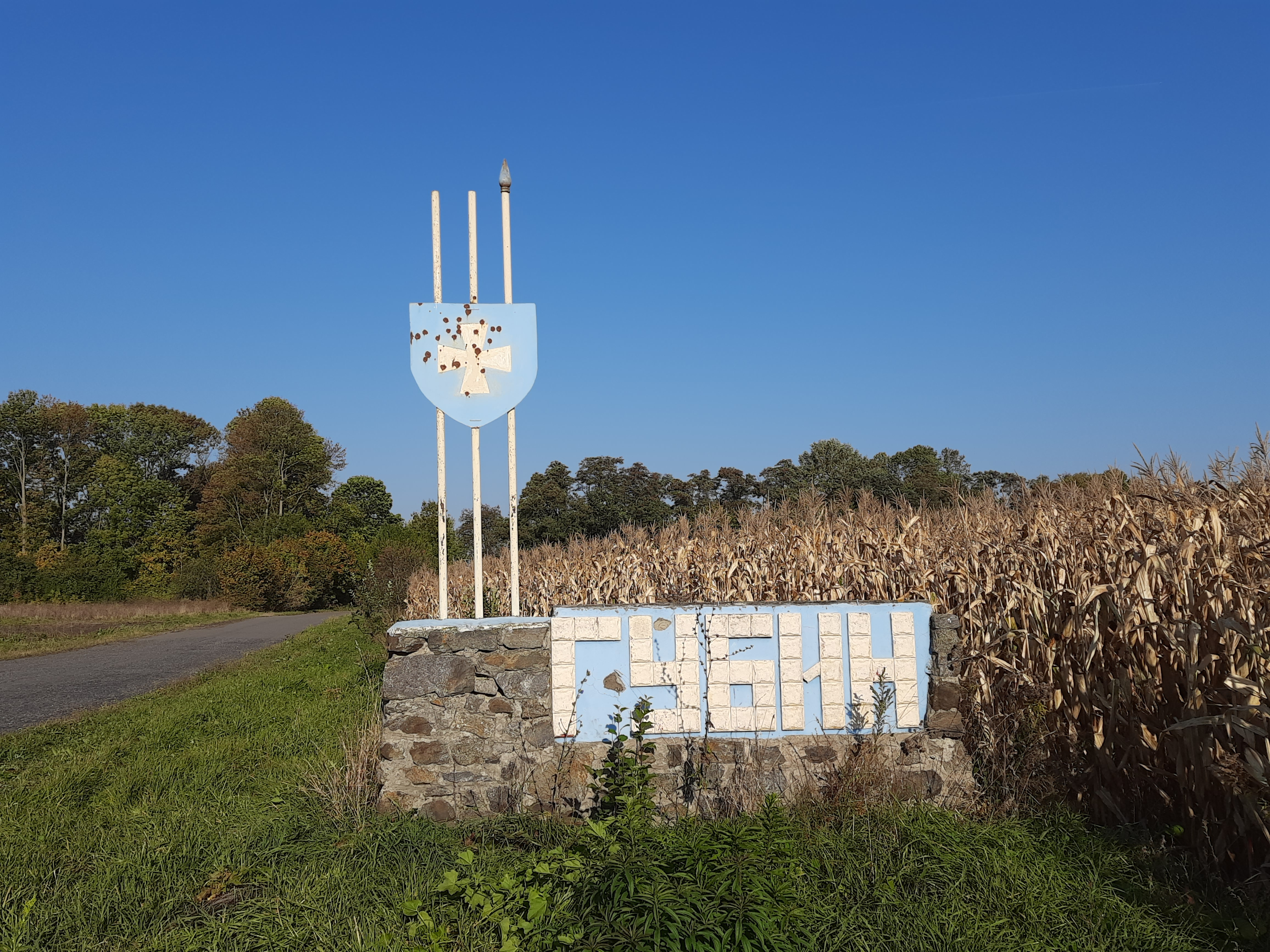
Знак при в'їзді в село
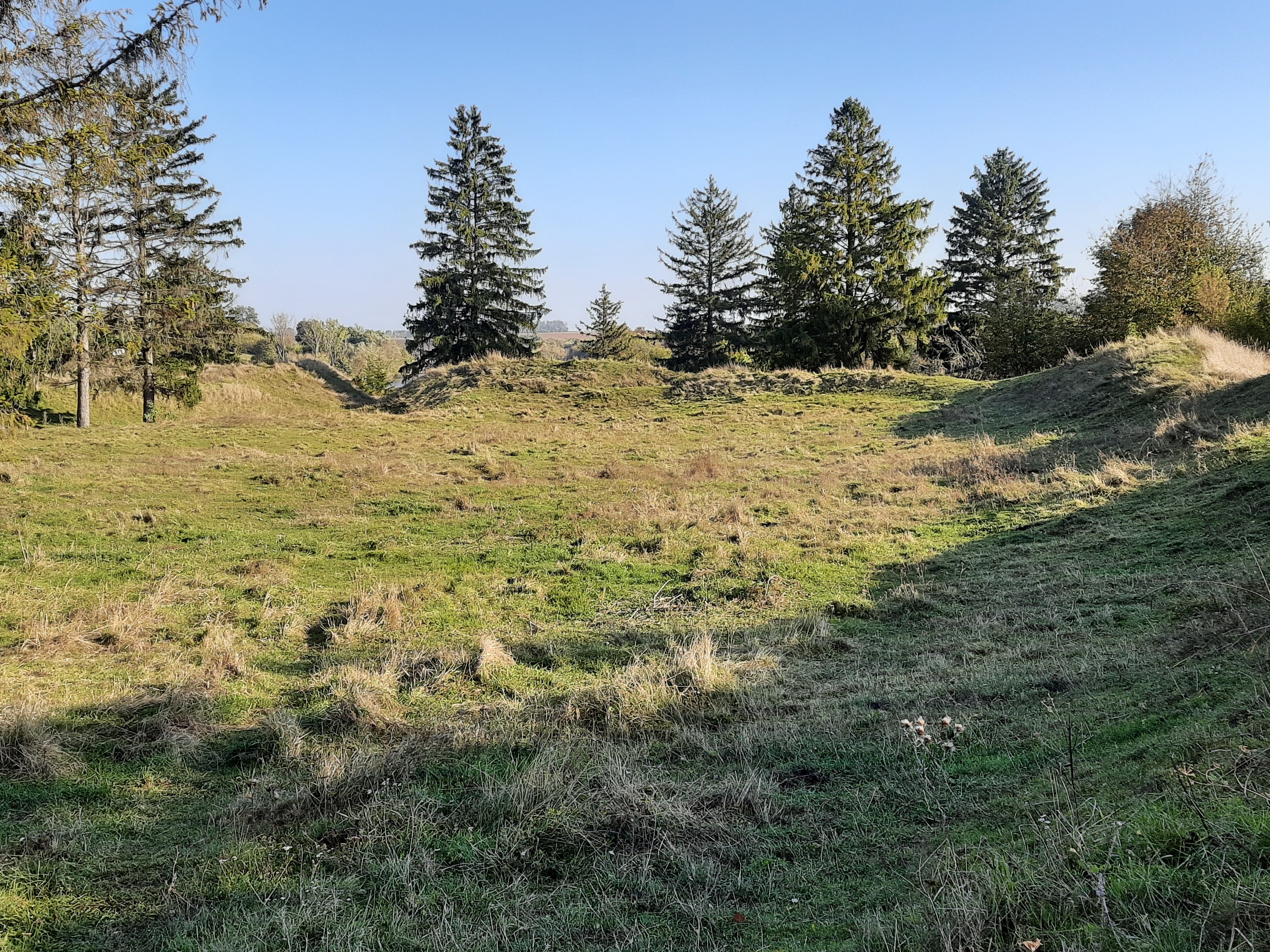
Городище літописного міста Губина
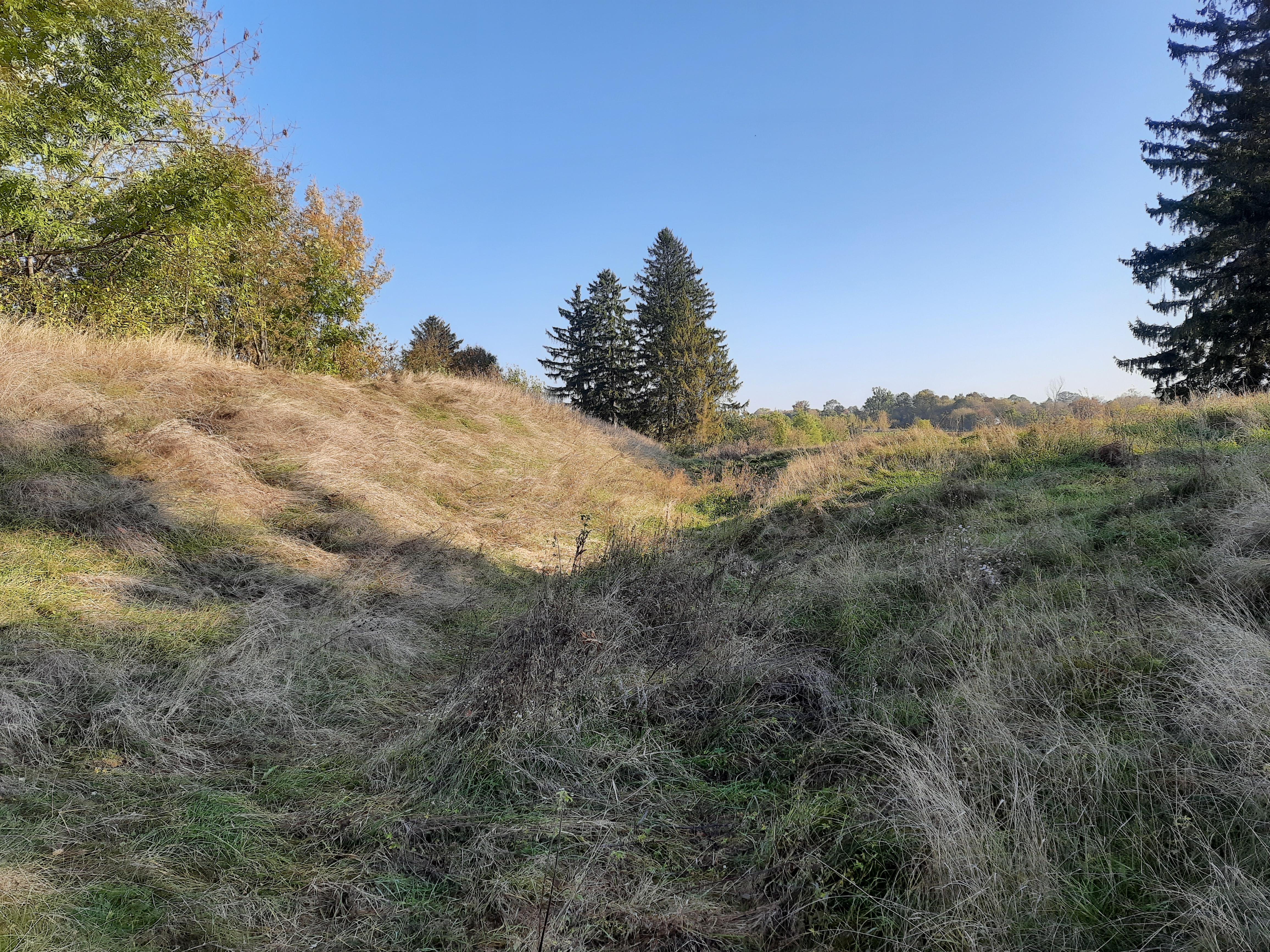
Городище літописного міста Губина
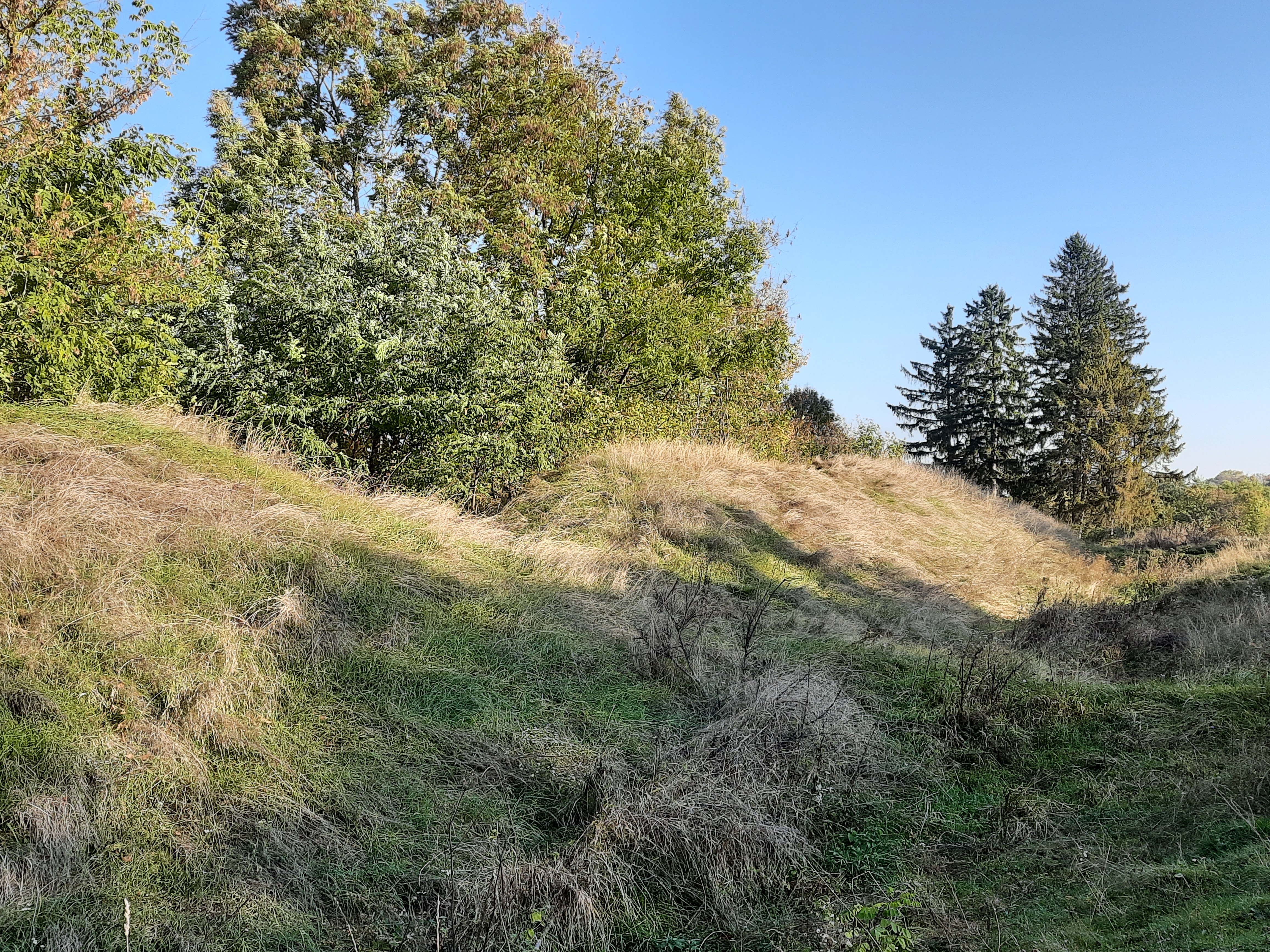
Городище літописного міста Губина
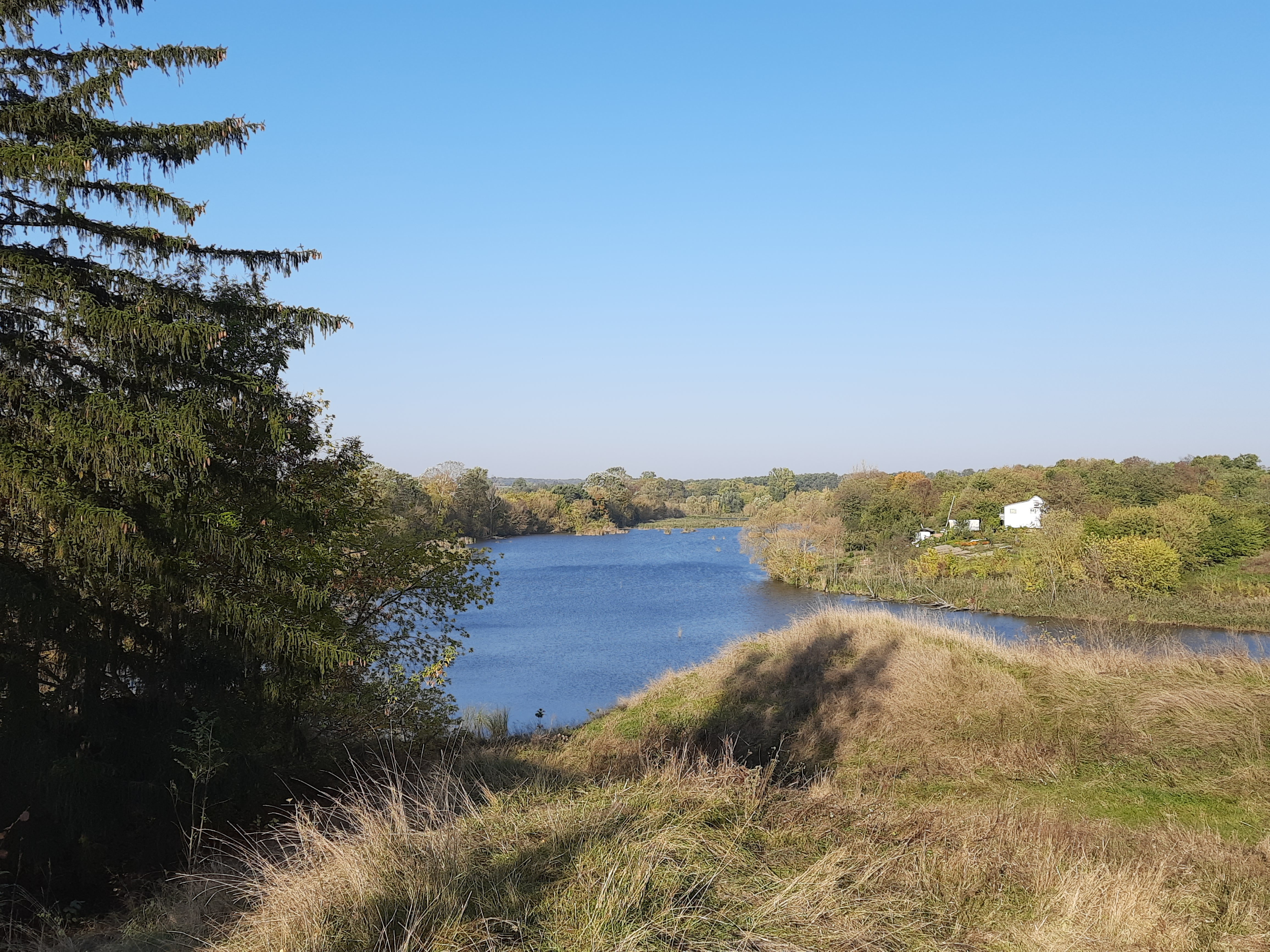
Краєвиди біля села Губин
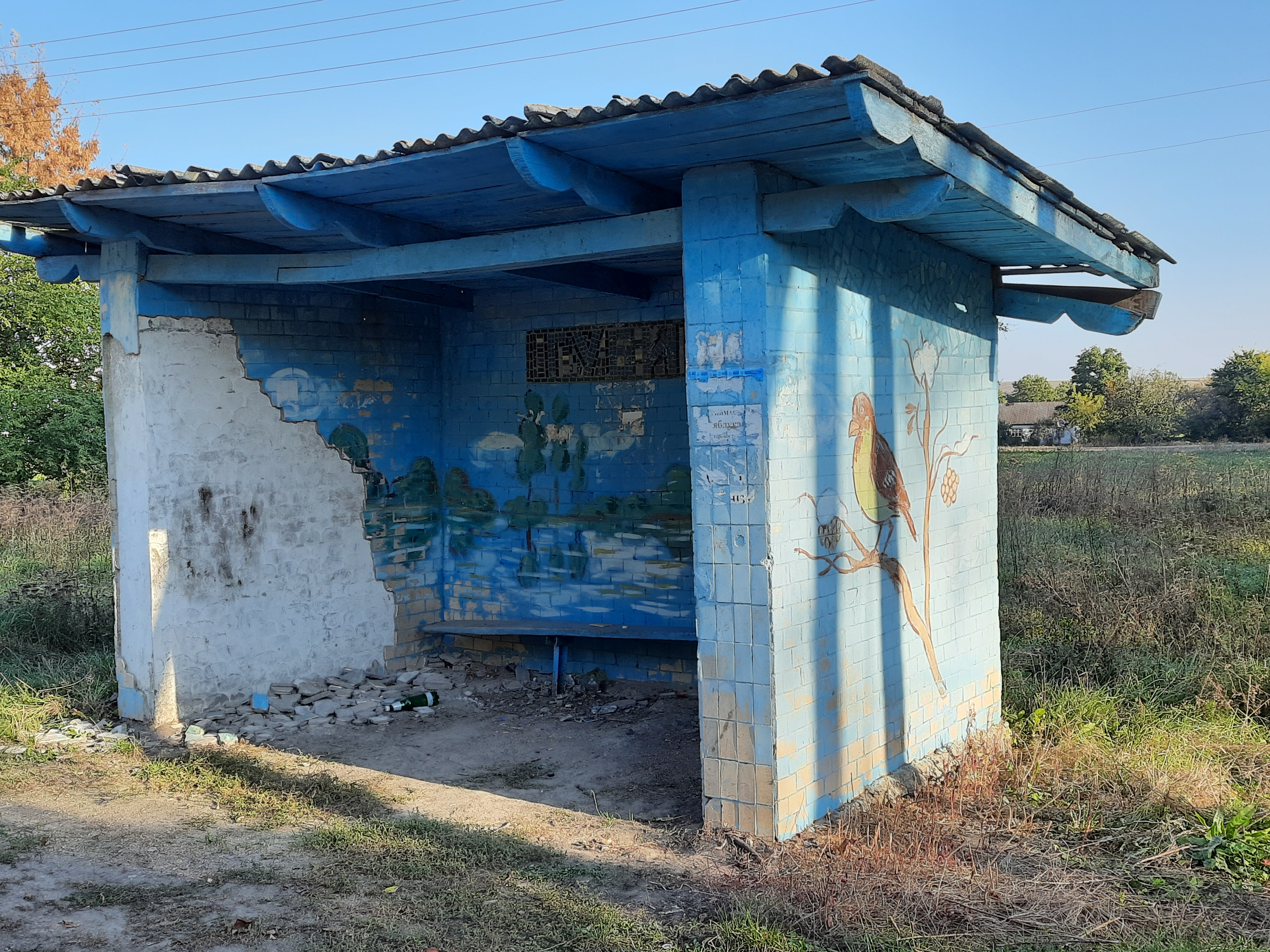
Автобусна зупинка
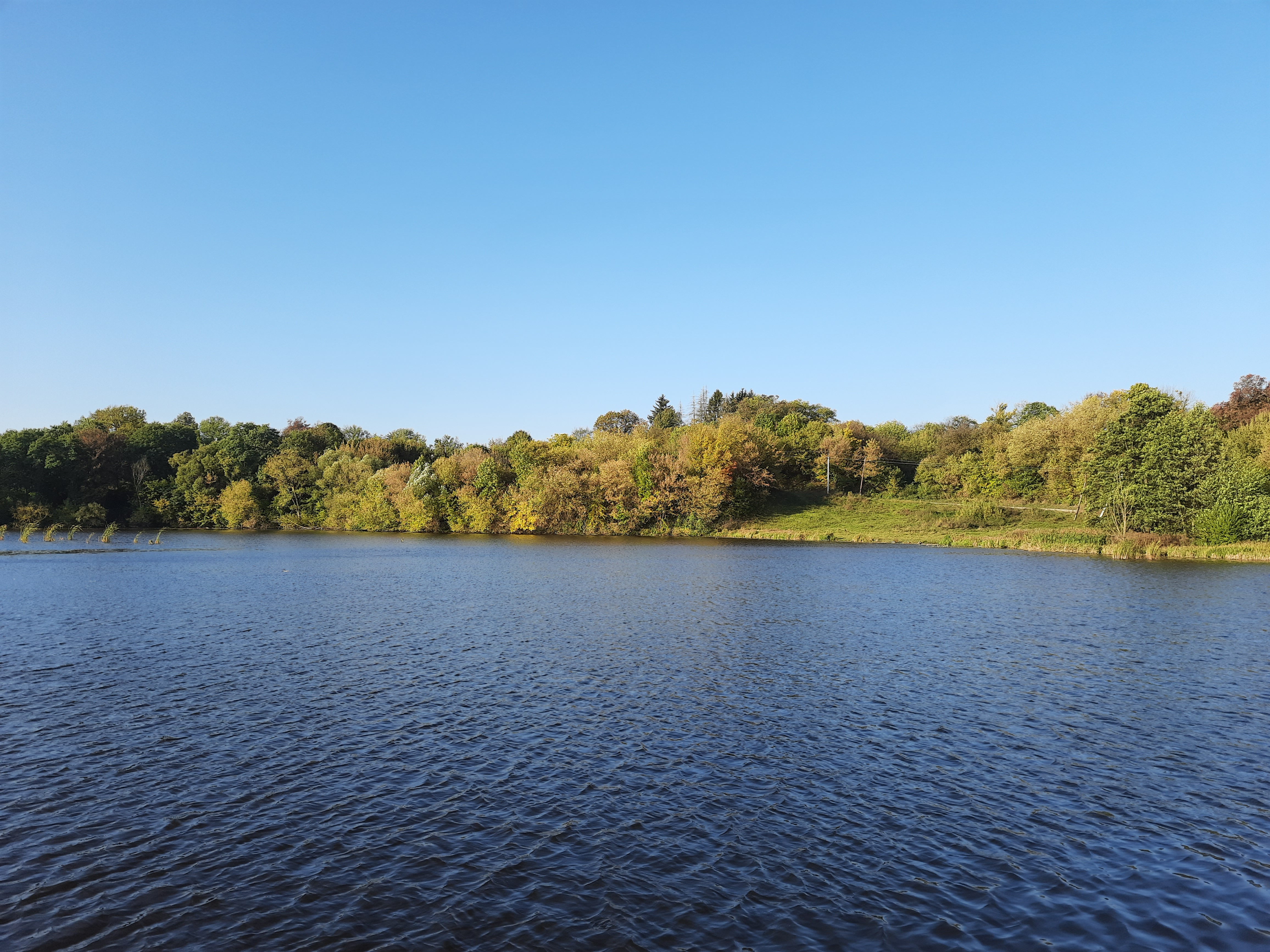
Став біля села